# Brendan Christian
Brendan Kyle Akeem Christian  (ur. 11 grudnia 1983) – lekkoatleta pochodzący z Antigui i Barbudy specjalizujący się w biegach sprinterskich. Trzykrotny olimpijczyk. 
W roku 2002 na mistrzostwach świata juniorów zdobył srebrny medal w biegu na 200 metrów (na dystansie o połowę krótszym zajął szóstą lokatę). W 2004 reprezentował swój kraj na igrzyskach w Atenach odpadając w ćwierćfinale w biegu na 200 metrów. Na igrzyskach Wspólnoty Narodów w Melbourne (2006) dotarł do półfinału biegu na 200 metrów, a wraz z kolegami zajął piąte miejsce w biegu rozstawnym 4 x 100 metrów. Dwa lata później zdobył złoty medal w biegu na 200 metrów i brązowy w biegu na 100 metrów podczas igrzysk panamerykańskich. W 2008 ponownie wziął udział w igrzyskach olimpijskich docierając do półfinału biegu na 200 metrów. W 2007 i 2009 bez większych sukcesów startował w mistrzostwach świata. W 2012 dotarł do półfinału igrzysk olimpijskich w Londynie na dystansie 200 m.
Rekordy życiowe w biegu na 200 metrów: stadion – 20,12 (8 maja 2008, Fort-de-France); hala – 20,84 (14 marca 2003, Fayetteville). Rezultaty Christiana w biegu na 200 metrów są byłymi rekordami Antigui i Barbudy, biegacz jest także byłym halowym rekordzistą kraju w biegu na 400 metrów (48,06 w 2009). 
Jego ojciec – Donald Christian był kolarzem, olimpijczykiem z 1976 roku.